# Itawamba megye
Itawamba megye az Amerikai Egyesült Államokban, azon belül Mississippi államban található. Megyeszékhelye Fulton, legnagyobb városa Fulton. Lakosainak száma 23 863 fő (2020. április 1.). Itawamba megye Tishomingo, Monroe, Franklin, Lee, Prentiss és Marion megyékkel határos.

## Népesség
A megye népességének változása:
| Lakosok száma | 23 394 | 23 319 | 23 353 | 23 434 | 23 609 | 23 863 |
|               | 2010   | 2011   | 2012   | 2013   | 2015   | 2020   |